# Frahier-et-Chatebier
Frahier-et-Chatebier é uma comuna francesa na região administrativa de Borgonha-Franco-Condado, no departamento de Alto Sona. Estende-se por uma área de 17,39 km². Em 2010 a comuna tinha 1 413 habitantes (densidade: 81,3 hab./km²).